# Vassnäbbad tangara
Vassnäbbad tangara (Geospiza difficilis) är en fågel i familjen tangaror inom ordningen tättingar.

## Utbredning och systematik
Vassnäbbad tangara förekommer på Galápagosöarna. Den behandlas antingen som monotypisk eller delas in i två underarter med följande utbredning:
- Geospiza difficilis difficilis – ön Pinta
- Geospiza difficilis debilirostris – västra och centrala Galápagosöarna: Fernandina och Santiago, tidigare även Santa Cruz

Tidigare behandlades vampyrtangaran (Geospiza septentrionalis) och genovesatangaran (Geospiza acutirostris) som underarter till vassnäbbad tangara. Vissa gör det fortfarande.

## Status
IUCN kategoriserar arten som livskraftig.

## Namn
Denna art tillhör en grupp fåglar som traditionellt kallas darwinfinkar. För att betona att de inte tillhör familjen finkar utan är istället finkliknande tangaror justerade BirdLife Sveriges taxonomikommitté 2020 deras namn i sin officiella lista över svenska namn på världens fågelarter.